# Ønslev
Ønslev är en ort på ön Falster i Danmark.  Den ligger i Guldborgsunds kommun och Region Själland, i den sydöstra delen av landet, 100 km söder om Köpenhamn. Ønslev ligger 4 meter över havet och antalet invånare är 392.
Närmaste större samhälle är Nykøbing Falster, 9 km söder om Ønslev. Trakten runt Ønslev består till största delen av jordbruksmark.